# Município de Jasper (condado de Fayette, Ohio)
O município de Jasper (em inglês: Jasper Township) é um município localizado no condado de Fayette no estado estadounidense de Ohio. No ano de 2010 tinha uma população de 745 habitantes e uma densidade populacional de 7 pessoas por km².

## Geografia
O município de Jasper encontra-se localizado nas coordenadas 39° 34′ 11″ N, 83° 35′ 24″ O. Segundo a Departamento do Censo dos Estados Unidos, o município tem uma superfície total de 106.46 km², da qual 106,16 km² correspondem a terra firme e (0,28 %) 0,3 km² é água.

## Demografia
Segundo o censo de 2010, tinha 745 pessoas residindo no município de Jasper. A densidade populacional era de 7 hab./km². Dos 745 habitantes, o município de Jasper estava composto pelo 95,97 % brancos, o 2,01 % eram afroamericanos, o 0,27 % eram asiáticos, o 0,54 % eram de outras raças e o 1,21 % eram de uma mistura de raças. Do total da população o 0,27 % eram hispanos ou latinos de qualquer raça.